# Средний Торешкюбар
Средний Торешкюбар (мар. Изи Торешкӱвар) — деревня в Сернурском районе Республики Марий Эл. Входит в состав Верхнекугенерского сельского поселения.

## География
Находится в северо-восточной части республики Марий Эл на расстоянии приблизительно 10 км на юго-восток от районного центра посёлка Сернур.

## История
Известна с 1858 года, когда здесь числилось 77 ревизских душ. В 1859—1873 годах в Среднем Торешкибаре значилось 178 человек, в 1876 году — 192. В 1885 году в 4 дворах крещёных татар проживали 18 человек, в 34 марийских дворах — 203 человека. В 1931 120 дворах проживали 548 человек. Деревня состояла тогда из Нижнего и Верхнего конца. В Нижнем проживали татары, в Верхнем — мари. В 2000 году в деревне числилось 49 дворов. В советское время работал колхоз «1 марта», позже СХА «Дружба».

## Население
Население составляло 183 человека (мари 96 %) в 2002 году, 182 в 2010.